# Soriano Calabro
Soriano Calabro (Calabrais: Suriano) est une commune de la province de Vibo Valentia dans la région de Calabre en Italie. Lors du dernier recensement en 2019, la population de Soriano Calabro était de 2346 habitants.

## Histoire

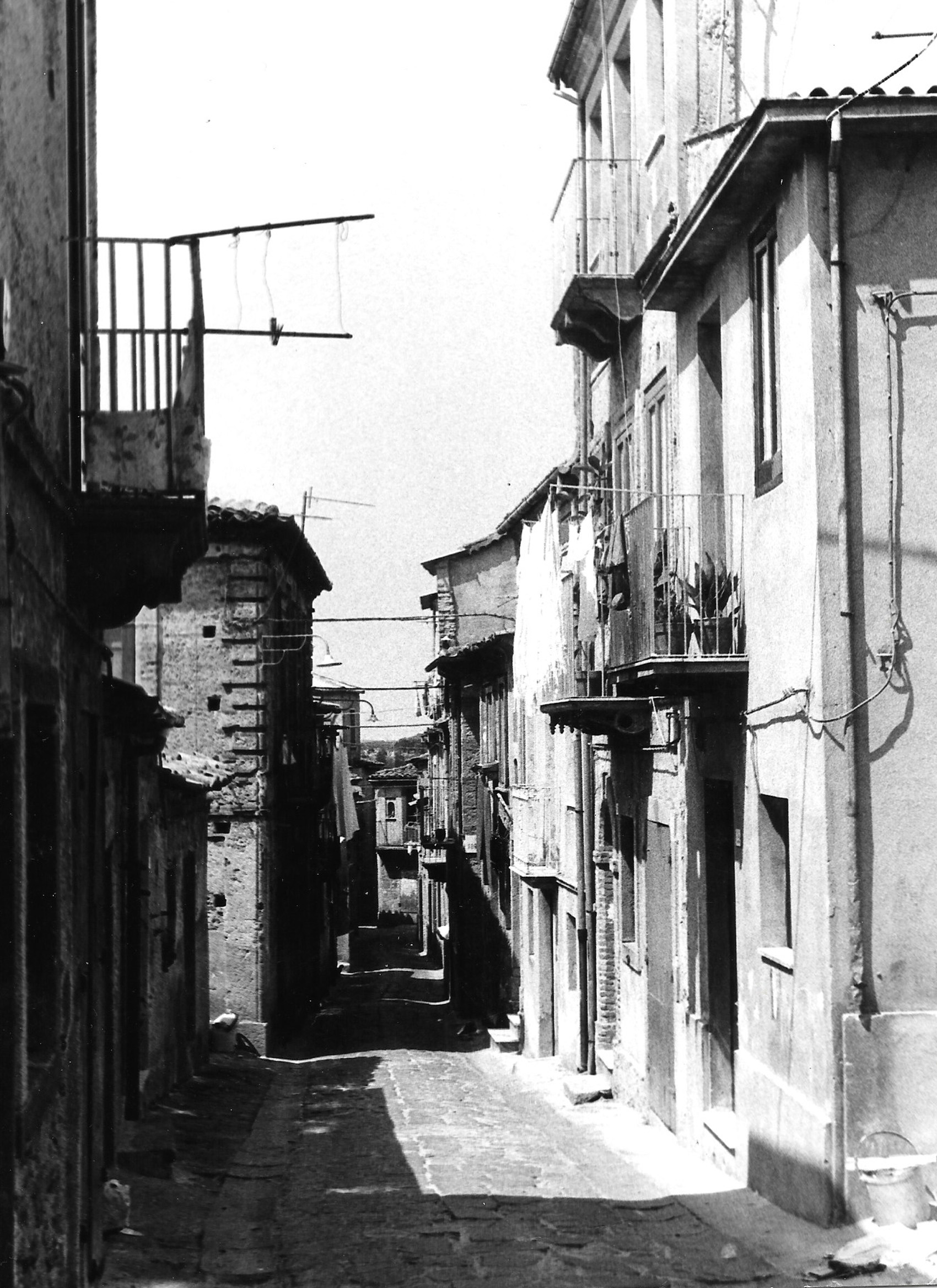
Une photographie prise dans les années 80 de la Via Guglielmo à Soriano Calabro.

Les origines de la commune de Soriano Calabro précédant le xvie siècle restent incertaine. Certains croient que le village aurait pu être fondé par des moines d’origine syrienne qui sont venus s'installer dans la Péninsule italienne au xe siècle — d’où la similitude entre Soriano et siriano, soit le nom pour syrien en italien. D’autres pensent que la commune aurait pu être fondée aux alentours du xvie -  xviie siècle par les Normands.

En 1510, l’ordre des Prêcheurs ou Frères prêcheurs, plus connu sous le nom d’ordre dominicain ont fondé un couvent dans la commune de Soriano Calabro. La commune devient dans les siècles qui suivent, spécialement durant la période baroque, l’un des couvents dominicains le plus fameux et imposant de l’Italie méridionale. Au cours de cette période, le couvent sera un lieu important pour plusieurs figures religieuses tel que Paolo Piromalli et Domenico di Guzmán.

## Sport
Soriano Calabro possède un club de football nommé AGS.D. Soriano 2010 qui compétitionne dans le championnat italien Eccellenza de cinquième niveau du football italien. Les couleurs du club sont le rouge et bleu. Lors de la saison 2019-2020, Soriano 2010 a terminé en douzième position sur 16 équipes, avec un fiche de 23 points comparé à 52 points pour la première équipe en classement.

## Administration
| Période                                  | Période | Identité | Étiquette | Qualité |
| ---------------------------------------- | ------- | -------- | --------- | ------- |
|                                          |         |          |           |         |
| Les données manquantes sont à compléter. |         |          |           |         |

### Communes limitrophes
Gerocarne, Pizzoni, Sorianello, Stefanaconi